# Atucia bidensis
Atucia bidensis là một loài bướm đêm thuộc phân họ Arctiinae, họ Erebidae.